# Lágrimas cálidas
 (février 2017).
Si vous disposez d'ouvrages ou d'articles de référence ou si vous connaissez des sites web de qualité traitant du thème abordé ici, merci de compléter l'article en donnant les références utiles à sa vérifiabilité et en les liant à la section « Notes et références ».
Albums de Fanny Lu
Dos
(2009)
Lágrimas cálidas (littéralement en français, « Chaudes larmes »)  est le premier album studio de l'artiste colombienne Fanny Lu. Sorti le 1er janvier 2005, l'album contient dix morceaux, la plupart d'entre eux étant composés par José Gaviria, également producteur avec Andrés Múnera. Au niveau musical, la chanteuse explore l'univers de la tropipop, un genre musical mélangeant le vallenato, le merengue et la pop. L'album est enregistré en 2004 dans trois villes différentes : Miami, Bogota et Medellín. Une version internationale de l'album, qui contient deux remixes, ne sort qu'en Colombie, en Espagne et aux États-Unis.
L'album est certifié disque d'or en Colombie, en Équateur et au Venezuela. De plus, il se classe au treizième rang dans le Billboard Tropical Albums aux États-Unis. Il vaut à Fanny Lu d'obtenir plusieurs distinctions, telles qu'une nomination aux Latin Grammy Award et cinq nominations au Prix Billboard de musique latine. Il est également nommé trois fois au Premios Shock, remportant deux titres. Trois singles sont extraits de cet album et deux d'entre eux, No te pido flores et Y si te digo, atteignent la première place au classement Billboard Tropical Songs.

## Contexte
Alors qu'elle étudie pour obtenir un diplôme en ingénierie à l'université des Andes de Bogota en 1994, Fanny Lu entame sa carrière dans l'industrie du divertissement en tant que présentatrice de télévision pour des émissions musicales telles que Locomotora, Siempre Música et Radio Hits y Bailoteca. En tant que présentatrice de Locomotara, elle a l'occasion de travailler avec des musiciens comme Luis Manuel Díaz, Gil Magno et Cesar Franco. Elle rencontre également, durant sa carrière à la télévision, le producteur colombien José Gaviria. Ils commencent tous deux à travailler sur un projet musical, mais la production est arrêtée, Lu étant trop occupée avec ses activités télévisées. Huit ans plus tard, elle retrouve Gaviria afin de finir l'enregistrement. Son expérience en tant que présentratrice à la télévision lui permet de signer un contrat avec la maison de disques Universal Music Latino.

## Sortie et accueil
Le premier album de Fanny Lu, Lágrimas Cálidas, sort en Colombie le 1er janvier 2005 sous le label Universal Music Latino.

## Fiche technique

### Liste des morceaux
| No  | Titre                   | Auteur                        | Durée |
| --- | ----------------------- | ----------------------------- | ----- |
| 1.  | No te pido flores       | José Gaviria                  | 4:02  |
| 2.  | Lágrimas cálidas        | José Gaviria, Fanny Lu        | 4:25  |
| 3.  | Te arrepentiras         | José Gaviria                  | 3:09  |
| 4.  | Solo quiero             | José Gaviria                  | 4:25  |
| 5.  | Cariñito                | José Gaviria                  | 3:27  |
| 6.  | Sin razones             | José Gaviria                  | 3:18  |
| 7.  | Y si te digo            | José Gaviria                  | 4:30  |
| 8.  | Es por ti               | José Gaviria, Fanny Lu        | 3:20  |
| 9.  | Para que si tu no estas | José Gaviria, America Jimenez | 4:15  |
| 10. | Me acordare de ti       | José Gaviria, Daniela Guzmán  | 3:33  |